# Alavenazor (Vaiose Zor)
Alavenazor (em armênio: Աղավնաձոր; romaniz.: Ałavnajor)[a] é uma aldeia do município de Areni, da província de Vaiose Zor, na Armênia. De acordo com o censo de 2011, havia 1 890 habitantes.

## Geografia
Alavenazor está localizada a 15 quilômetros da cidade de Eleguenazor, nas encostas de uma cadeia montanhosa e um pequeno planalto. Subsiste de jardinagem (viticultura), cultivo de tabaco e pecuária (suinocultura e avicultura). Recebe água de irrigação através da estação de bombeamento do rio Arpa. Em termos de infraestrutura, possui um centro médico, um clube, uma biblioteca, um pequeno cinema, uma casa de banhos e um correio. Suas casas possuem jardins e hortas adjacentes aos quintais. Em 1897, 1926, 1939, 1959 e 1979, respectivamente, tinha 851, 1 331, 1 775, 1 485 e 1 800 habitantes.

## História
Alavenazor foi originalmente conhecida por vários nomes distintos.[a] Nos tempos antigos, havia uma conexão subterrânea com o desfiladeiro próximo para tirar água de lá durante os cercos. Supõe-se que o arquiteto Momique (falecido em 1339) nasceu aqui. Desde o século XIX, fez parte do distrito (uezde) de Xarur-Daralaiaz da Gubernia de Erevã do Império Russo. O assentamento original foi destruído e então reconstruído no início do século XX.
Nas cercanias estão localizadas várias antiguidades: a quatro quilômetros a nordeste fica a igreja abobadada de Ulguiuri (século XIII/XIV), que está em ruínas; a cerca de três quilômetros há ruínas de um caravançarai, conhecido como Namazlu; a cerca de dois quilômetros, no planalto de Miraxe, há ruínas de um assentamento (restos de estruturas construídas em pedra, pedras esculpidas, vestígios de casas). Também perto de Alavenazor está o sítio chamado de "Vanqui Zor", onde está localizada uma igreja dedicada à Mãe de Deus (Surb Astvacacin) dos séculos X-XI e uma igreja de 1009 com uma lápide.